# Балаклейский район
Балакле́йский райо́н (укр. Балаклійський район) — бывший крупнейший по площади район Харьковской области Украины. Существовал в 1923—2020 годах. 17 июля 2020 года район был ликвидирован в рамках административно-территориальной реформы по новому делению Харьковской области; его территория вошла в состав Изюмского района.

## География
Район граничил со Змиёвским, Чугуевским, Первомайским, Изюмским, Барвенковским, Шевченковским и Лозовским районами Харьковской области.
- Общая территория района составляла 1986,5 км² (6,33 % от общей площади Харьковской области)[2], из которых пахотной земли 112 145 га (в основном чернозёмы), лесов — 29 364 га.
- Район расположен в лесостепной зоне.
- Климат — умеренно континентальный.
- Среднегодовые температуры: летняя +23,9 °C, зимняя — 5,5 °C.
- Среднегодовое количество осадков — 468 мм.

## Гидрография и полезные ископаемые
По территории района протекают 12 рек. Наибольшая из них — Северский Донец. Его притоки в районе: Крайняя Балаклейка, Балаклейка, Волосская Балаклейка, Чепелька, Ляховка. Имеется много озёр, самые большие — Лиман, Лебяжье, Тишково.
В районе имеются залежи карбонатных глин, песка и торфа, природного газа, каменной соли. каменного угля, железной руды.

## Демография
Общая численность населения на 1 сентября 2012 года — 84,3 тыс. человек(из них городского — 52,9 тыс. человек; сельского — 31,1 тыс. человек), 29 % от общей численности населения района (26 949 человек) составляли пенсионеры. Население района в 1966 году составляло 92 300 человек, из которых городского населения было 55,4 процента, сельского 44,6 процента.
Плотность населения в районе составляет 42,5 человек на 1 км² территории.
Рождаемость в районе: за первые 9 месяцев 2012 года родилось 589 новорождённых. Смертность: за первые 9 месяцев 2012 года умерло 939 человек.
Национальный состав населения по состоянию на 1 января 2005 года:
| № п/п | Национальность | Количество человек | %    |
| ----- | -------------- | ------------------ | ---- |
| 1     | украинцы       | 72037              | 77,6 |
| 2     | русские        | 18950              | 20,4 |
| 3     | белорусы       | 405                | 0,4  |
| 4     | цыгане         | 271                | 0,3  |
| 5     | армяне         | 232                | 0,25 |
| 6     | немцы          | 56                 | 0,06 |

## Административное устройство
Балаклейский район образован в 1923 году, согласно постановлению Рабоче-крестьянского Правительства Украины от 7 марта 1923 года «Об административно-территориальном делении Харьковской области».
В 2020 году в рамках «оптимизации» районов в Харьковской области Верховная Рада оставила семь районов (без данного).
17 июля 2020 года в рамках административно-территориальной «реформы» по новому делению Харьковской области район был ликвидирован; его территория присоединена в основном к Изюмскому району.
Административным центром района являлся город Балаклея.
Район включает в себя:
| - Городских советов: 1 - Поселковых советов: 3 - Сельских советов: 20 | - Городов: 1 - Посёлков городского типа: 3 - Посёлков: 9 - Сёл: 56 |

### Местные советы
| Балаклейский городской совет Андреевский поселковый совет Савинский поселковый совет Червоно-Донецкий поселковый совет Асеевский сельский совет Борщовский сельский совет Бригадировский сельский совет Вербовский сельский совет Вишневский сельский совет Гусаровский сельский совет Залиманский сельский совет Лозовеньковский сельский совет | Меловский сельский совет Морозовский сельский совет Петровский сельский совет Пришибский сельский совет Протопоповский сельский совет Пятигорский сельский совет Веселовский сельский совет Чепельский сельский совет Червоногусаровский сельский совет Шебелинский сельский совет Шевелевский сельский совет Яковенковский сельский совет |

### Населённые пункты
пгт Андреевка

с. Асеевка 

с. Байрак

г. Балаклея

с. Берестянки 

с. Бородоярское 

с. Борщовка 

с. Бригадировка 

с. Вербовка 

пос. Веселое 

с. Ветровка 

с. Вишнёвая 

с. Волвенково 

с. Волобуевка 

с. Волчий яр 

с. Вольное 

с. Глазуновка 

с. Гусаровка 

с. Дальняя Шебелинка 

с. Довгалевка 

пгт Донец 

с. Завгороднее 

с. Залиман 

с. Калиновка 

с. Копанка 

с. Крейдянка 

с. Криничное 

пос. Крючки 

с. Лозовенька 

с. Меловая 

с. Мирная долина 

с. Морозовка 

с. Новая Гусаровка 

с. Новая Серпуховка

с. Новониколаевка 

пос. Новоселовка 

с. Новотроицкое 

с. Норцовка 

пос. Нурово 

с. Ольховатка 

с. Пазиевка 

с. Первомайское 

с. Першотравневое 

с. Петровское 

пос. Покровское, Пришибский сельский совет

с. Поповка 

с. Пришиб 

с. Прогресс 

с. Протопоповка 

пос. Пятигорское 

пос. Раковка 

пгт Савинцы 

с. Серафимовка 

с. Слабуновка 

пос. Слобожанское, Асеевский сельский совет

с. Соколовка 

с. Степок 

с. Таранушино 

пос. Теплянка 

с. Украинка 

с. Успенское 

с. Чепель 

с. Червоная Горка 

с. Червоный Шлях 

с. Шебелинка 

с. Шевелевка 

с. Щуровка 

с. Яворское 

с. Яковенково

#### Ликвидированные населённые пункты
| с. Видродження с. Жуваковка с. Макаровка | с. Малая Вишнёвая с. Новая Каменка с. Новая Павловка | с. Орлиноярское с. Песковатое с. Шопенка |

## История

### Древняя история
Балаклейщина была заселена около 35—40 тыс. лет тому назад — в эпоху позднего палеолита.
Об этом свидетельствуют раскопки многочисленных экспедиций Харьковского национального университета им. В. Н. Каразина и Енакиевского общества охраны памятников истории и культуры.
В начале нашей эры в Балаклейщине появляются сарматская и салтовская культуры.
В Х столетии в восточноевропейские степи пришли орды печенегов, которые уничтожили салтовские поселения.
Однако и они, в свою очередь, вскоре уступили власть торкам и половцам.
Именно здесь, на берегах Донца, недалеко от города Славянска, как описал древнерусский автор в «Слове о полку Игоревом», — в 1185 году трагически завершился поход на половцев Новгород-Северского князя Игоря.
В 1223 году в бассейн Северского Донца вторгаются орды Джучи, сына Чингисхана, а в 1241 году — полчища Батыя.
Эта опасность вынудила людей бросить обжитые места, и территория превратилась в «Дикое поле».

### XVI век — 1917
После свержения монголо-татарского ига этому краю угрожает новая опасность — крымские татары. В первой половине XVI века на южных границах Российской империи сооружаются сторожевые посты, оборонные засечные линии.
В 1571 году впервые в исторических источниках упоминается о нынешней Балаклее, а в 1617 году появляется первое письменное упоминание о Балаклейских землях в «Писцовой книге по городу Белгороду».
В 1663 году казацкий атаман Яков Черниговец вместе со своими украинскими заднепровскими переселенцами основал город Балаклею, а также построил крепости на татарских бродах Северского Донца — Андреевы Лозы, Бышкин, Савинцы и др.
Балаклейский полк просуществовал до 1677 года, тогда же его включили в состав Харьковского.
В 1765 году Балаклея стала центром Балаклейского комиссариата Изюмской провинции Харьковского наместничества, с 1796 года до 1891 года она называлась Новосерпуховским (по имени дислоцированного полка, что прибыл из подмосковного Серпухова).
Из года в год положение простых казаков и крестьян ухудшалось, они попадали в зависимость от разбогатевших казацких старшин и российских дворян.
После отмены в 1861 году крепостного права капиталистические производственные отношения стали доминирующими, однако пережитки крепостничества существовали ещё долгое время.
В 1875 году в селе Андреевка был построен политический каторжный централ.
Революцию 1905—1907 гг. край пережил без значительных революционных потрясений.
Интенсивное развитие промышленности, формирование таких новых промышленных центров, как Харьков, Донбасс, Приднепровье, обусловили масштабное строительство железных дорог. В 1910—1914 годы были построены линия железной дороги и железнодорожные станции Шебелинка, Балаклея, Савинцы.
После начала Первой мировой войны в Балаклее началась ускоренная военная подготовка солдат (в том числе, будущих полководцев: в 1915—1917 годах военную службу в городе Балаклея и Савинцах проходил Г. К. Жуков, в 1917 году военную службу в Балаклее проходил И. М. Манагаров).
1916 год — в Балаклее установлены первые телефоны, коммутатор на 30 номеров принадлежал земству.
В 1917 году в Балаклее был сформирован комитет, который признал власть Центральной Рады. В населённых пунктах проходили многочисленные демонстрации против войны и царизма.

### 1918—1991
В январе 1918 год]а в Балаклее была провозглашена советская власть. Члены волостного ревкома взяли под свой контроль полковые склады с оружием, начали инвентаризацию земли и имущества помещиков и зажиточных крестьян.
В соответствии с подписанным 9 февраля 1918 года сепаратным мирным договором между УНР и Центральными державами весной 1918 года эти территории были оккупированы австро-немецкими войсками.
22 февраля 1919 года на Балаклейщине утвердилась советская власть.
В 1919 году заработала железная дорога, которая соединила Харьков с Донбассом через Змиёв, Балаклею, Изюм.
В феврале 1919 года в селе Чепель создана одна из первых на Украине сельскохозяйственных коммун им. Р. Люксембург "Плуг и Молот". В Балаклее создана первая артель огородников.
Жизнь людей была очень тяжёлой. Большая засуха 1921 года принесла голод. Жизнь стабилизировалась лишь в 1924 году.
В ходе административно-территориальной реформы весной 1923 года был образован Балаклейский район Изюмского округа.
Вместе с тем, новая волна голодомора пронеслась над краем в 1932—1933 годах.
В 1926—1940 годах — в Балаклее начали действовать промкомбинат, птицекомбинат, маслозавод, артели, мастерские, завершена электрификация;
1929—1933 годах — коллективизация сельского хозяйства.
1932 год — основан Государственный артиллерийский ремонтно-исследовательский завод № 2 «Арсенал».
1936 год — начало первых разведывательных поисков нефти и газа на территории района.
В этом же году Балаклею посетил один из ведущих военных деятелей СССР М. Н. Тухачевский.
1938 год — Балаклея получает статус города.
1940 год — открывается первый районный Дом культуры.
Великая Отечественная война нанесла большой ущерб. Были полностью спалены сёла: Красная Гусаровка, Байрак, Криничное, половина Лагерей и Новосёловки города Балаклея. Немецкая оккупация продолжалась с 10 декабря 1941 года до 5 февраля 1943 года.
Свыше 30 тыс. жителей района воевали на фронтах войны в рядах Советской Армии и более 200 в партизанских отрядах.
На фронтах Великой Отечественной войны погибло 8 тыс. балаклейцев, во время оккупации погибло 200 человек, угнано в Германию около 2 тыс. человек. На территории района погибло 18 тысяч бойцов Красной Армии, которые освобождали район от немецко-фашистских захватчиков.
Начало освобождению положила Сталинградская битва.
В ночь с 5 на 6 февраля 1943 года войска 172-й стрелковой дивизии генерал-майора Ф. И. Толбухина освободили город Балаклею.
Балаклейский район был освобождён войсками 172-й, 263-й стрелковых и 35-й гвардейской стрелковой дивизий 6-й армии под командованием генерал-лейтенанта Ф. М. Харитонова.
1948 год — звеньевая колхоза им. Чапаева Асеевского сельсовета М. Р. Катыхина за высокий урожай пшеницы удостоена звания Героя Социалистического Труда.
1948 год — за умелую организацию сельскохозяйственного производства звание Героя Социалистического Труда присвоено А. А. Майбороде.
1950 год — завершено восстановление народного хозяйства района.
В мае 1950 года открыто мощное Шебелинское месторождение газа.
1956 год — начало строительства посёлка газовиков и буровиков Червоный Донец.
1959 год — за открытие Шебелинского газового месторождения учёные и геологи М. П. Балуховский, Б. С. Воробьёв, М. О. Горелов, В. Р. Литвинов, Л. С. Палец и С. Е. Черпак удостоены Ленинской премии.
1960 год — начало строительства Балаклейского цементного завода. В пгт Андреевка сооружён газоперерабатывающий завод.
1962 год — запущено производство на Савинском сахарном заводе. В пгт Андреевка открыта швейная фабрика по пошиву детской одежды, в посёлке Пятигорское начала работать Курганская птицефабрика.
1963 год — запущена в эксплуатацию автоматическая телефонная станция.
29 июня 1963 года — запущена первая вращающаяся печь Балаклейского цементного завода. Началась газификация Балаклеи.
1968 год — начал работать Балаклейский гормолокозавод. Сданы в эксплуатацию заводы по производству шифера и асбоцементных труб.
1972 год — запущено производство на Балаклейском домостроительном комбинате.
По состоянию на 1977 год, в состав района входили 84 населённых пункта, находившиеся в подчинении 1 городского, 3 поселковых и 19 сельских Советов, численность населения составляла 97,2 тыс. человек. Специализацией района являлось сельское хозяйство зернового направления (основные культуры — озимая и яровая пшеница, овёс, ячмень, кукуруза, горох, сахарная свёкла, подсолнечник) и развитое мясомолочное скотоводство, в меньшей степени — свиноводство, птицеводство, овощеводство и садоводство. Общая площадь сельскохозяйственных угодий составляла 140 тыс. га (в том числе, 112,1 тыс. га пахотных земель и 25,8 тыс. лугов и пастбищ), протяжённость дорог — 498 км (из них 339 км дорог с твёрдым покрытием). Крупнейшими промышленными предприятиями являлись Балаклейский цементный комбинат, Шебелинский газоперерабатывающий завод, Савинский сахарный завод, Савинский комбикормовый завод и Балаклейский комбинат бытового обслуживания, также в районе действовали 16 колхозов, 6 совхозов, районное отделение сельхозтехники, 49 общеобразовательных школ, 3 музыкальные школы, 2 спортивные школы, два ПТУ, 5 больниц и 50 иных лечебных учреждений, 18 Домов культуры, 35 клубов, 46 библиотек и 62 киноустановки.

### После 1991
По состоянию на 1 января 2013 года численность населения составляла 83 495 человек.

## Известные жители

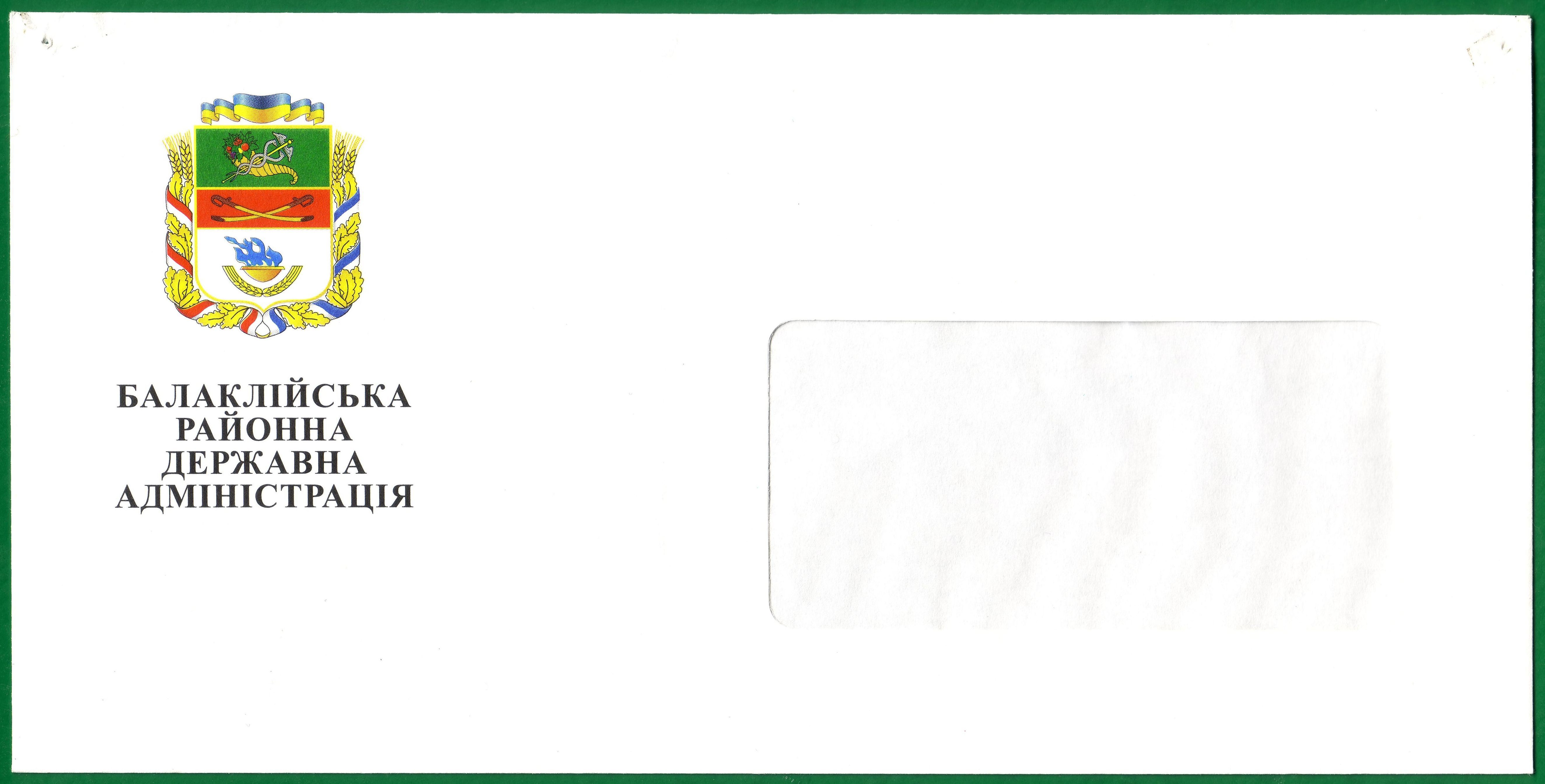
Официальный конверт администрации района, 2005

Жители района, которые получили высокие правительственные награды в годы войны:
- Уваров, Василий Тимофеевич — родился в селе Меловая в 1919 году, Герой Советского Союза.
- Шевченко, Борис Демидович — родился в пгт Андреевка в 1904 году, Герой Советского Союза.
- Материенко, Николай Филиппович — родился в селе Михайловка в 1922 году, Герой Советского Союза.
- Тимофеенко, Иван Васильевич — родился в пгт Савинцы в 1919 году, Герой Советского Союза.
- Усенко, Иван Архипович — родился в селе Мироновка Первомайского района в 1925 году, Герой Советского Союза.
- Петченко, Иосиф Тихонович — родился в 1901 году в городе Балаклея, Герой Советского Союза.
- Краснокутский, Константин Архипович — родился в селе Залиман в 1914 году, Герой Советского Союза.
- Гнечко, Алексей Романович — родился в селе Червона Гусаровка в 1900 году, Герой Советского Союза.
- Наздрачева, Матрона Семёновна — родилась в селе Волчий Яр, полный кавалер Ордена Славы.
- Григоренко, Семён Васильевич — родился в городе Балаклея в 1916 году, Герой Российской Федерации.

Уроженцы района, которые оставили заметный след в истории страны:
- Данилевский, Григорий Петрович — писатель (похоронен в селе Пришиб)
- Эдельштейн, Яков Самойлович — геолог и географ (родился в Балаклее)
- Зеленин, Михаил — известный врач-ортопед (родился в селе Лозовенька)
- Аверин, Всеволод Григорьевич — известный художник-график (родился в селе Чепель)
- Аверин, Виктор Григорьевич — зоолог, профессор, доктор сельскохозяйственных наук (родился в селе Чепель)
- Петрусенко, Оксана Андреевна (Ксения Бородавкина) — известная певица (родилась в городе Балаклея)
- Дукин, Николай — известный переводчик, прозаик, поэт
- Шелест, Пётр Ефимович — первый секретарь ЦК Компартии Украины, Герой Социалистического Труда (пгт Андреевка)
- Засядько, Александр Фёдорович — министр угольной промышленности СССР, заместитель Председателя Совета Министров СССР, Герой Социалистического Труда (село Чепель)[источник не указан 4622 дня]

Выдающиеся спортсмены Балаклейщины:
- Алла Солодка, Марина Билаш, Сергей Блудов, Людмила Бородавкина, Александр Швед — чемпионы Украины по лёгкой атлетике.
- Андрей Водзинский (член сборной команды СССР (1978−1985) — гребля академическая) — неоднократный победитель и призёр чемпионатов Украины, СССР, Международных регат, а также серебряный призёр чемпионата мира (1991 Кёльн, Германия) среди спортсменов-ветеранов.
- Давид Клёнов — 5-кратный чемпион мира и 14-кратный чемпион Украины в гиревом спорте среди спортсменов-ветеранов. Один из его результатов зафиксирован официально и внесён в реестр Книги рекордов Гиннесса.

## Достопримечательности
Памятники культуры, представляющие потенциальный интерес для туристов:
- районный краеведческий музей (памятник архитектуры XIX столетия), содержит единственную на Украине экспозицию о жизни и творчестве выдающейся певицы О. Петрусенко (город Балаклея);
- Андреевская церковь (памятник архитектуры XIX столетия)(с. Андреевка);
- станция юных натуралистов (мини-зоопарк) (город Балаклея);
- 400-летний дуб, который растёт на берегу Лебяжьего озера;
- река Северский Донец, Меловые горы, урочище Байдаки.

## Экономика
Балаклейский район — один из крупнейших районов области, это важный промышленный, транспортный и культурный центр.
На 514 км пролегли асфальтовые дороги, которые обслуживает предприятие «Балаклейский автодор», эта организация способна ежегодно выполнять строительно-монтажные работы на сумму до 4 млн. грн. и производить до 300 тыс. штук кирпича на специально созданном для этого участке.
Экономику, социальные потребности населения обслуживают транспорт и связь.
В районе сохранена сеть автобусных перевозок, которую обслуживает ООО «Автотранс-Балаклея».
Три железнодорожных станции полностью обеспечивают потребности заказчиков по перевозке грузов железнодорожным транспортом.
Ныне в районе действует 31 автоматическая телефонная станция, из них 24 — сельские АТС.
Существенное оживление в экономике ощущается и благодаря сфере малого предпринимательства и бизнеса. Сейчас этот сектор насчитывает более 150 юридических и почти 2 тыс. физических лиц.
При этом развивается не только сфера торговли, но и производство продукции.
В районе функционируют 10 отделений банков «Национальный кредит», Сбербанк Украины, «Аваль», «Надра Банк», «УкрСиббанк», «Мегабанк», «Правэкс-Банк», «Приватбанк» и «Укргазпромбанк»

### Промышленность
Удельный вес промышленного производства района составляет 6,3 % от общего объёма промышленного производства области.
В районе и городе Балаклея действуют 18 промышленных предприятий, которые выпускают широкий ассортимент продукции (цемент и шифер, газ, бензин, дизтопливо, древесину, продовольственные товары), 7 из них осуществляют внешнеэкономические операции с 12 странами дальнего и ближнего зарубежья (США, Австрией, Нидерландами, Турцией, Венгрией, Молдовой, Польшей, Израилем, Чехией, Германией и Россией). Из 17 промышленных предприятий крупнейшими являются:
- газопромышленное управление «Шебелинкагазодобыча»,
- Шебелинское отделение по переработке газового конденсата и нефти,
- Балаклейский цементный завод
- ВАТ с зарубежными инвестициями «Курганский бройлер»
- гослесхоз

Ведущие места среди производителей продовольствия занимают ЗАО «Балмолоко плюс», ДП «Балаклейский хлебокомбинат», ОАО «Савинский сахарный завод». Кроме шести основных перерабатывающих предприятий, в районе при хозяйствах работают 13 мини-пекарен, 19 маслобоен, 9 мельниц.
Район является инвестиционно привлекательным.
Так на протяжении 3 лет в районе успешно работает, наращивая с каждым годом производство продукции, акционерное общество с иностранными инвестициями «Курганский бройлер», продукция которого пользуется широким спросом, не только в районе и области, но и за её пределами.
За период существования в предприятие было инвестировано больше 7 млн долларов США, что дало возможность провести реконструкцию производственных мощностей и постоянно наращивать объёмы промышленного производства.
Кроме того, в районе, совместно с фирмой «Хенкель-Баутехник-Украина», реализован многомиллионный инвестиционный проект по строительству завода по производству сухих строительных смесей, что позволило создать 150 новых рабочих мест.
В районе работает издательский дом «Балдрук». Предприятие «Балдрук» оснащено современным компьютерным комплексом, офсетным оборудованием для печати газет, журналов и книг. Здесь печатаются газеты 30 наименований для районов Харьковской, Донецкой, Луганской областей. Разовый тираж этих газет составляет 225 тыс. экземпляров.

### Сельское хозяйство
Важным компонентом хозяйственного комплекса района является сельское хозяйство: 25 сельхозпредприятий, 3 фермерских хозяйства и личные подсобные хозяйства имеют зерновое, зерно-сахарное, зерно-молочное направление. Собственниками земельных паёв в районе стали 14,3 тыс. сельских жителей, 98 % из которых отдали свои паи в аренду вновь созданным сельхозпредприятиям.
Основные направления производства в сельском хозяйстве:
- выращивание зерновых и технических культур;
- выращивание крупного рогатого скота мясомолочной породы;
- птицеводство.

Площадь сельскохозяйственных угодий — 144,7 тыс. га (из них 114,6 тыс. га — пашня, 19 тыс. га — пастбища и 9 тыс. га — сенокосы).

## Социальная сфера
Социальную и агропромышленную сферу района обслуживают 8 жилищно-коммунальных предприятий, из которых 2 предоставляют услуги по подаче тепла, воды и водоотведению, а 6 — жилищно-коммунальные услуги.
Для улучшения качества питьевой в городе Балаклея осуществлено бурение глубокой скважины, что позволило значительно снизить содержание железа в воде.
Социально-культурная сфера района:
- Медицинские учреждения — 5,
- Детские музыкальные школы — 4;
- Библиотеки — 48;
- Дома культуры, клубы — 35;
- Памятники истории и культуры — 108;
- Музеи — 6;

### Образование
Учебные заведения Балаклейского района:
- Высшие (всех уровней аккредитации) — 1 (колледж);
- Профессионально-технические — 1;
- Общеобразовательные, учебно-воспитательные (всего — 42);
- Дошкольные — 13;
- Внешкольные — 6.

Из 42 школ района: 40 — компьютеризированы, 23 школы подключены к сети Интернет.
За 2004 год приобретено 217 компьютеров.

### Здравоохранение, рекреация и спорт
В районе функционирует 29 типовых спортзала, 102 игровые и 32 гимнастические площадки
Лучший спортивный комплекс района — городской Дворец спорта с плавательным бассейном и спортивным залом.
В Балаклейском районе действуют 2 водно-гребные базы в городе Балаклея и пгт Червоный Донец. Детско-юношеская спортивная школа обучает 1500 детей из разных школ района.
В районе работает спортивно-оздоровительный лагерь «Олимпия».
За летнее время на берегу реки Ляховка ежегодно проходят оздоровление 1000 школьников.
В 2003 году предприятием «Шебелинкагазодобыча» сооружён стадион европейского уровня на 1000 мест с пластиковыми сидениями, покрытием, современными раздевалками и электронным табло.
На уровне массовых видов спорта в районе успешно культивируются футбол и волейбол. Футбольный клуб «Газовик» (Червоный Донец) успешно представляет Балаклейщину в высшей лиге областного турнира.

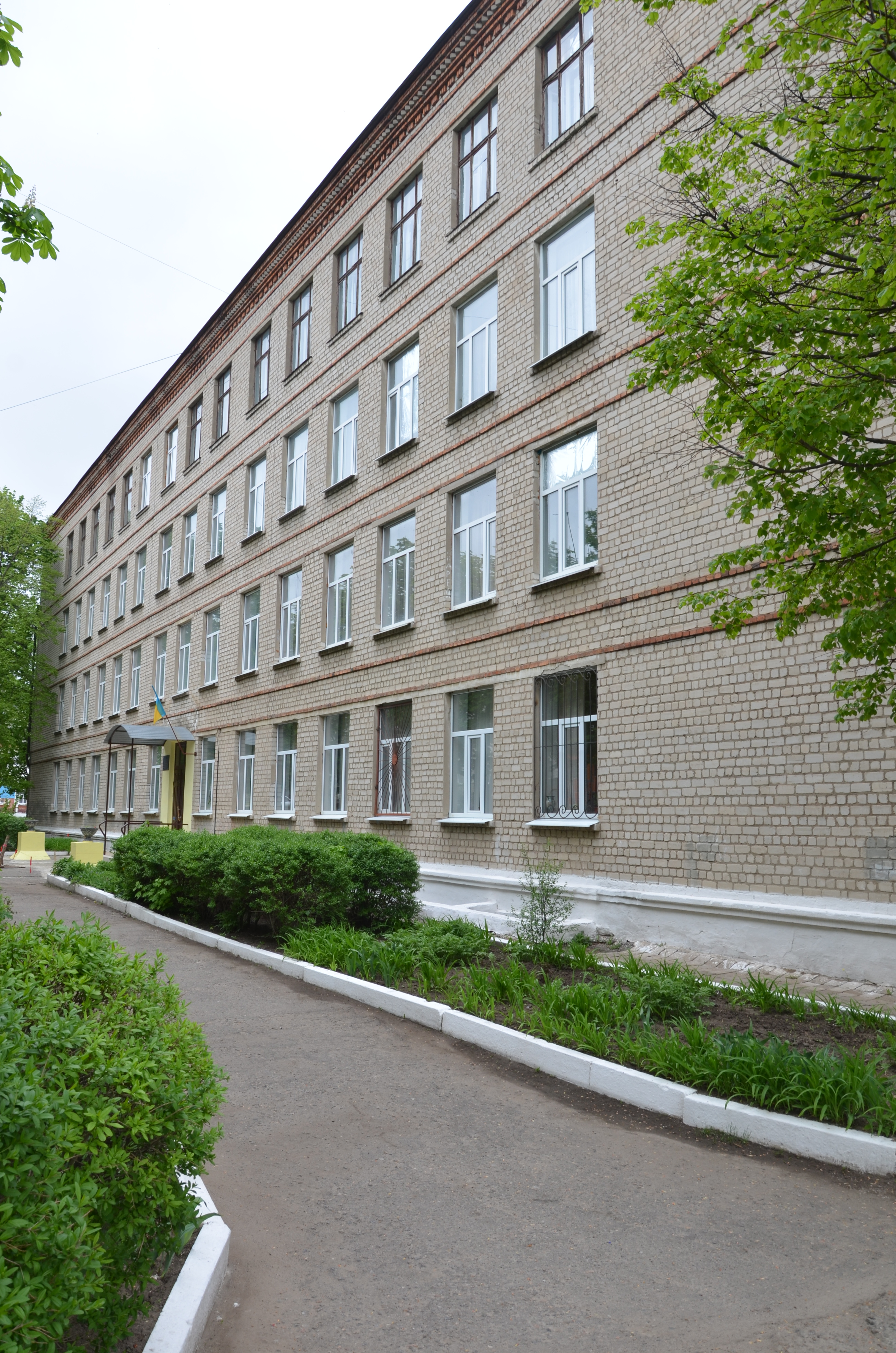
БОШ № 2
Памятник Т. Г. Шевченко
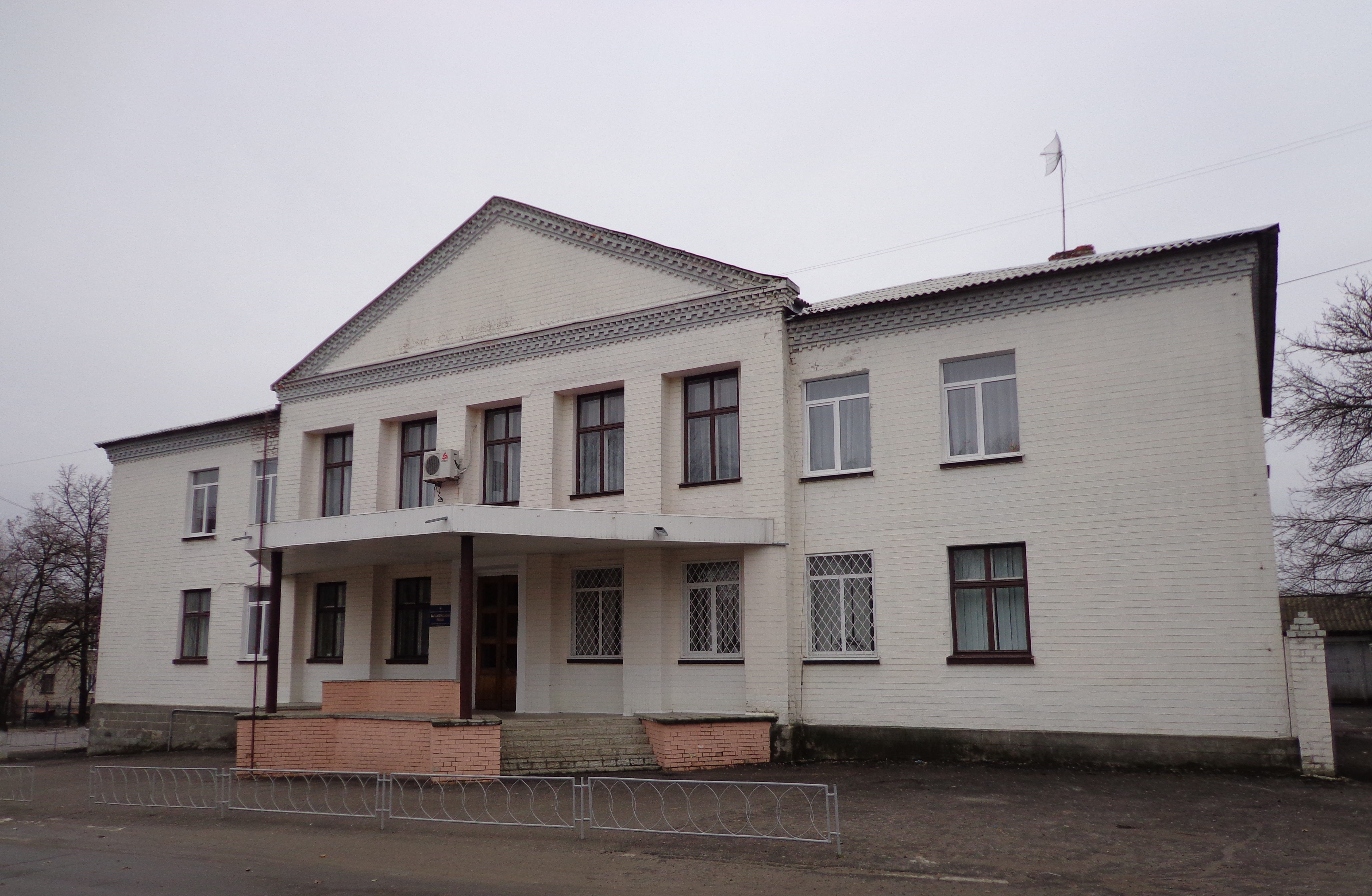
Балаклейский лицей
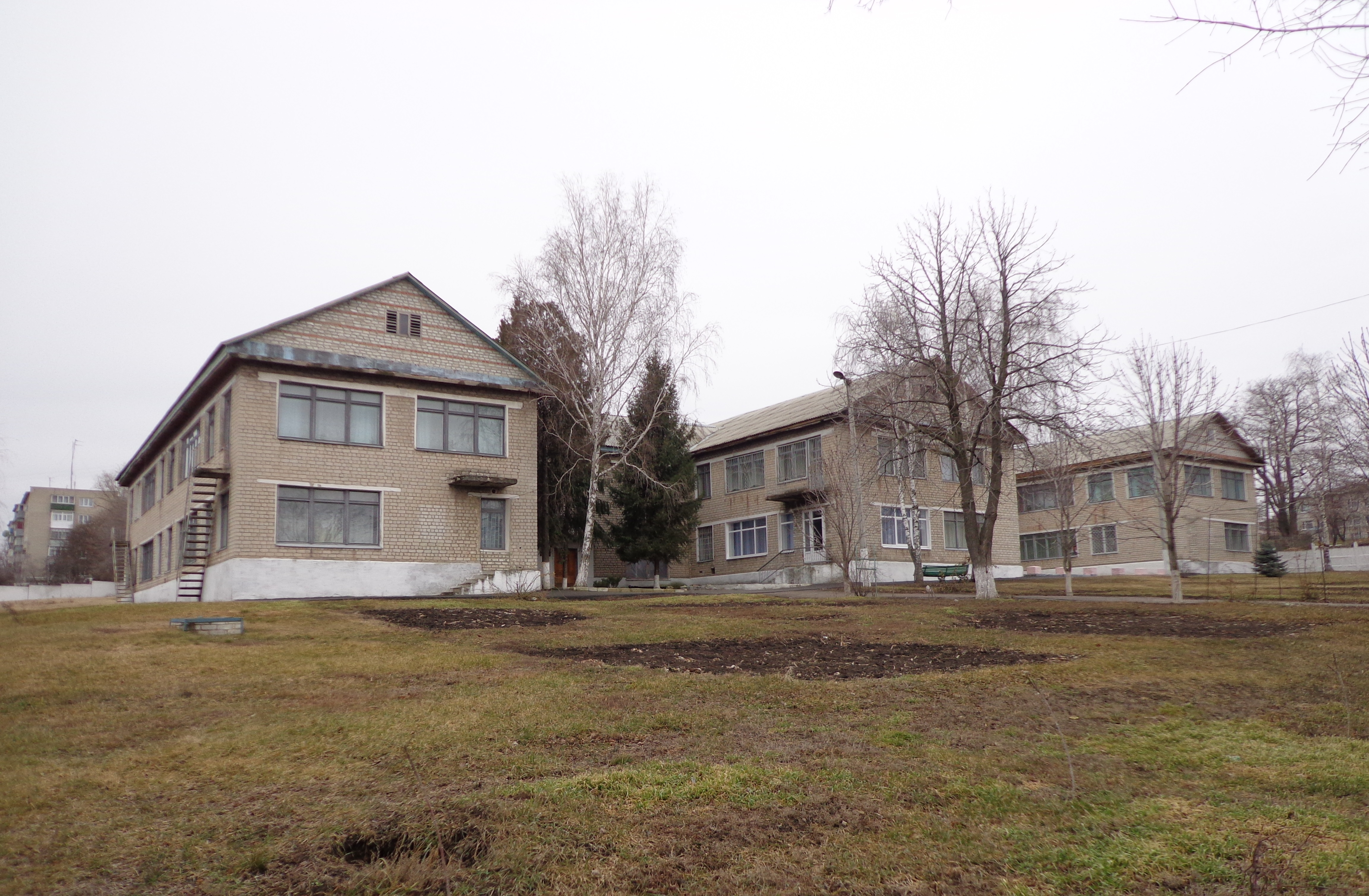
Педагогический колледж
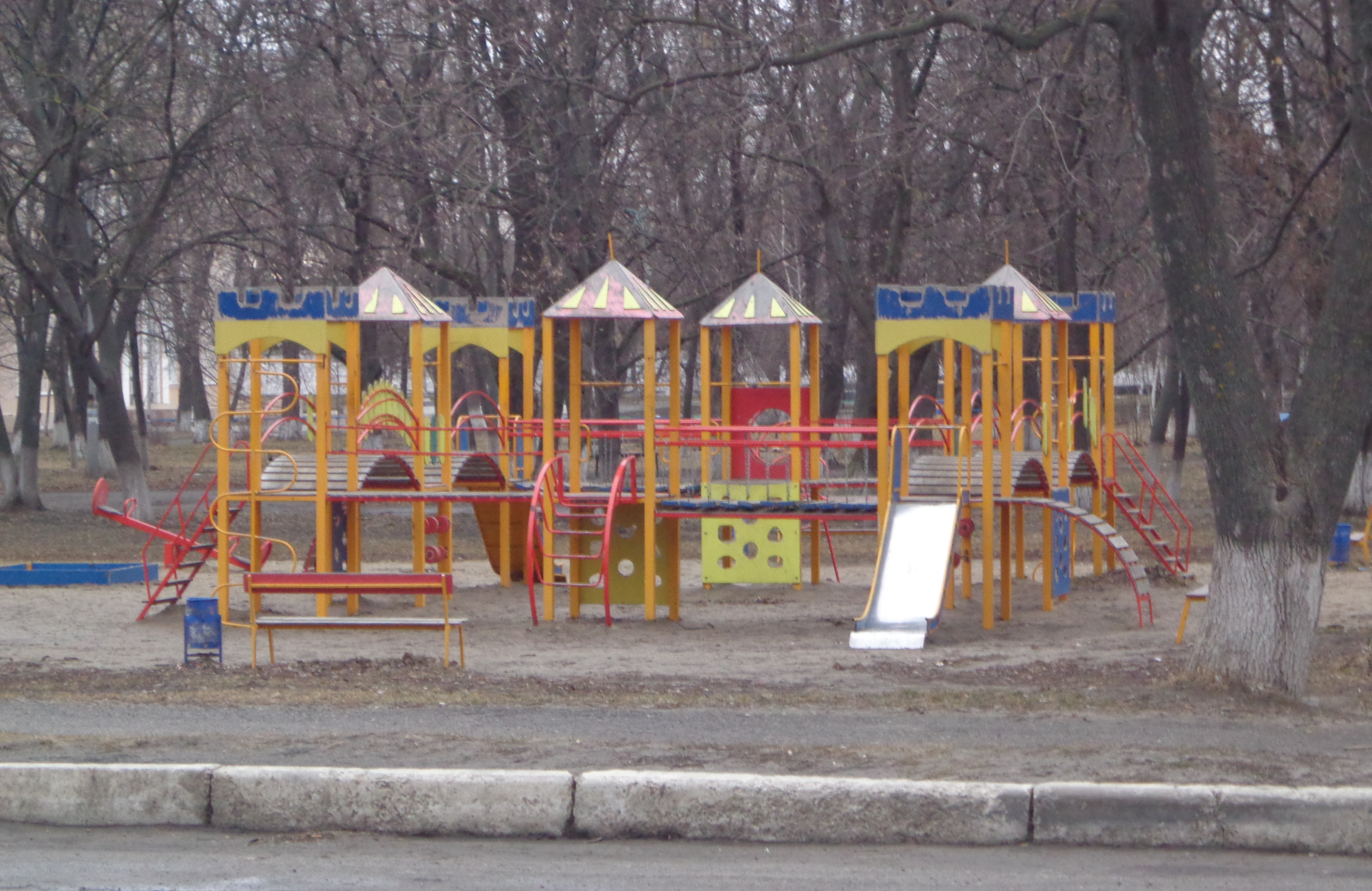
Детская площадка у Дворца спорта
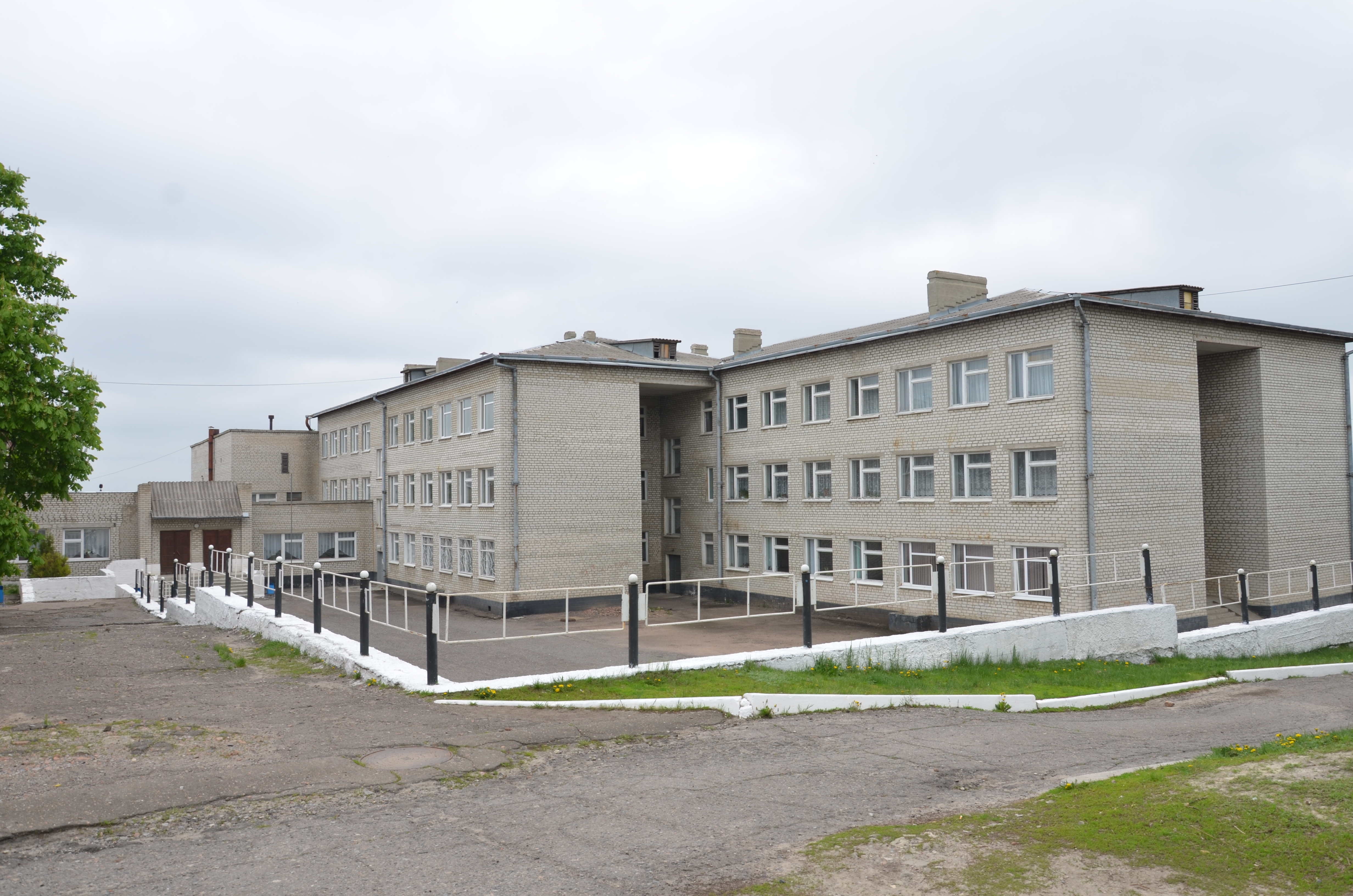
Балаклейская общеобразовательная школа І—ІІІ ступеней № 1 им. О.А. Тризни
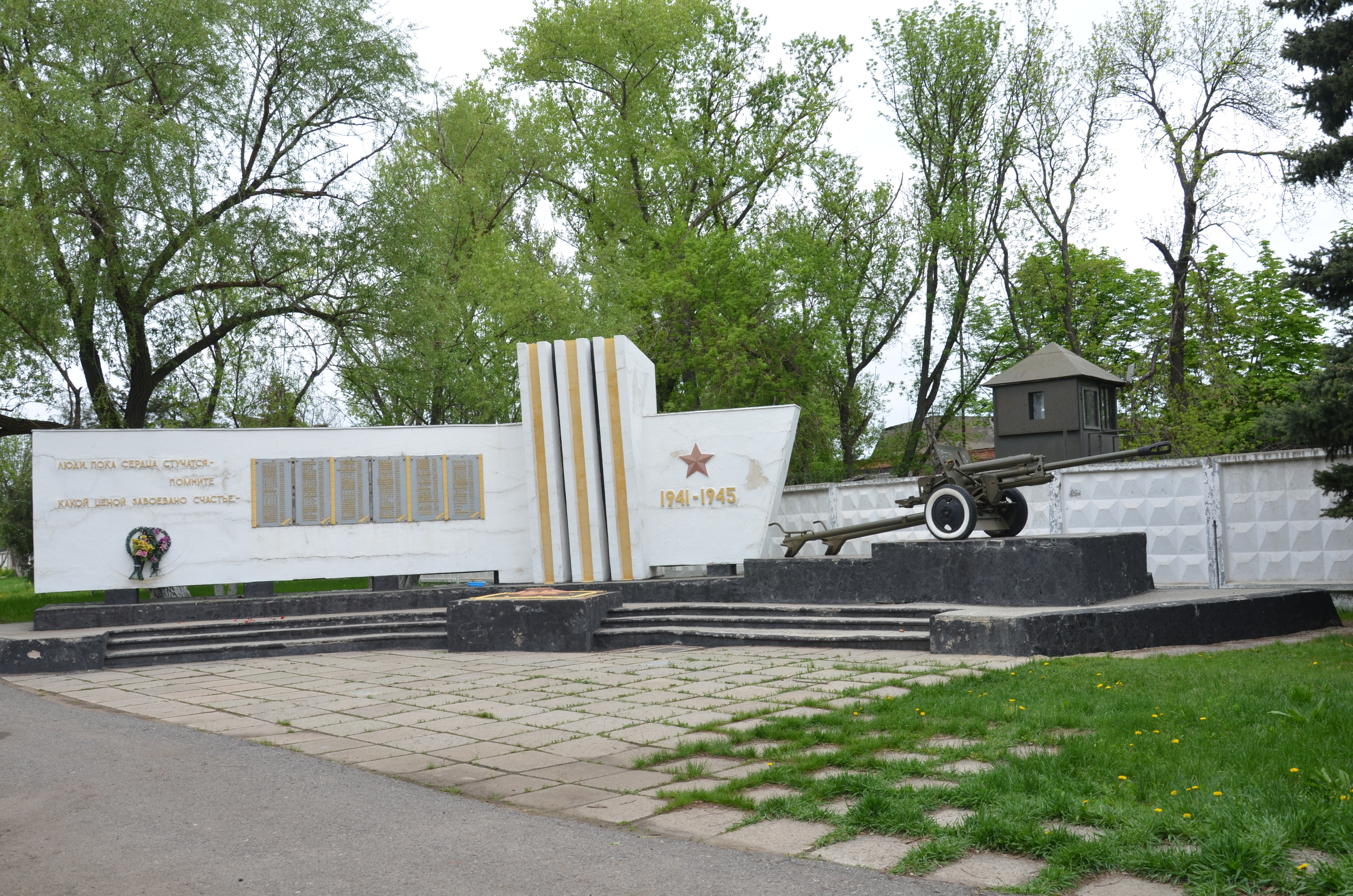
Памятник погибшим солдатам
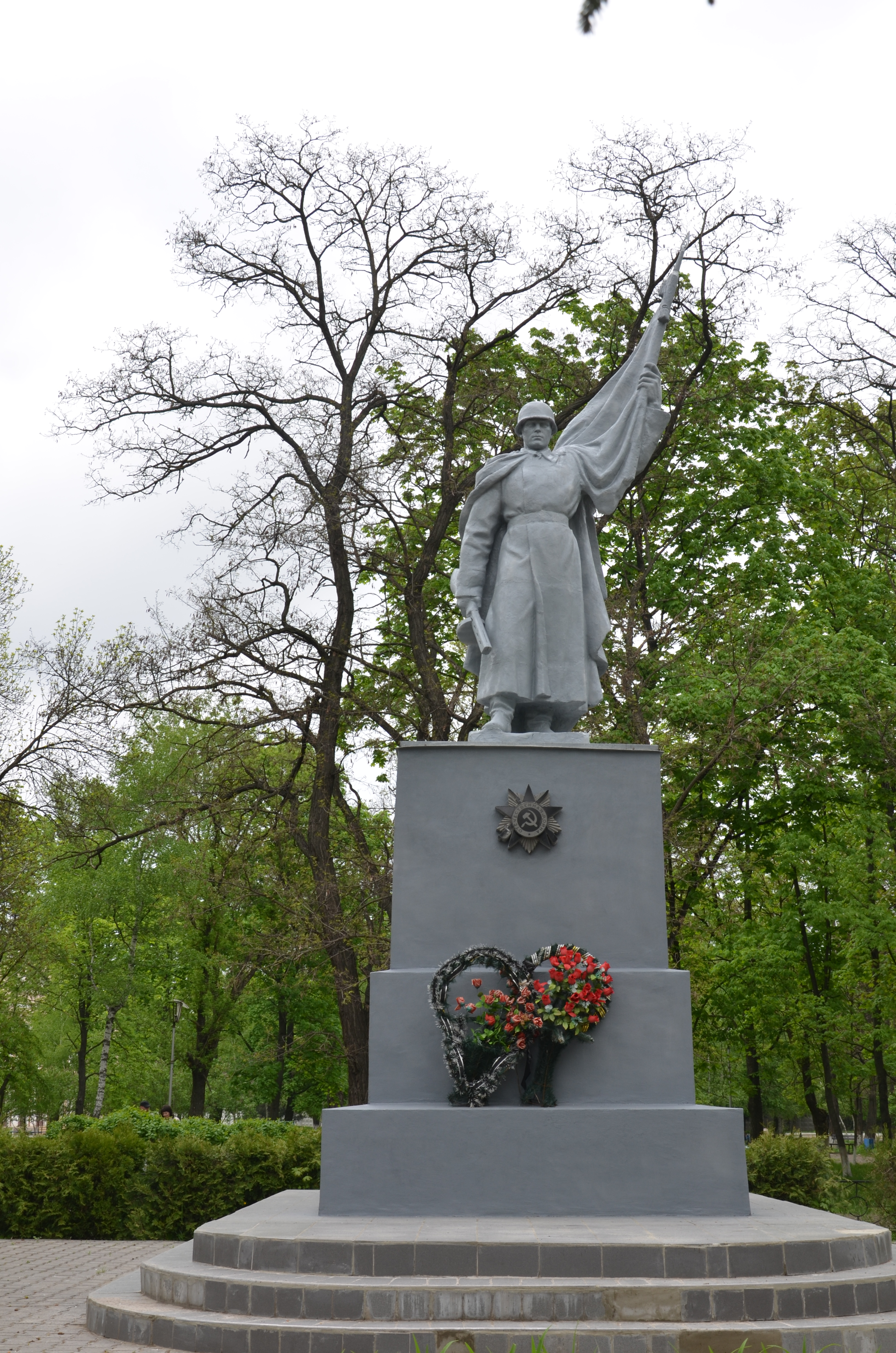
Памятник Неизвестному Солдату
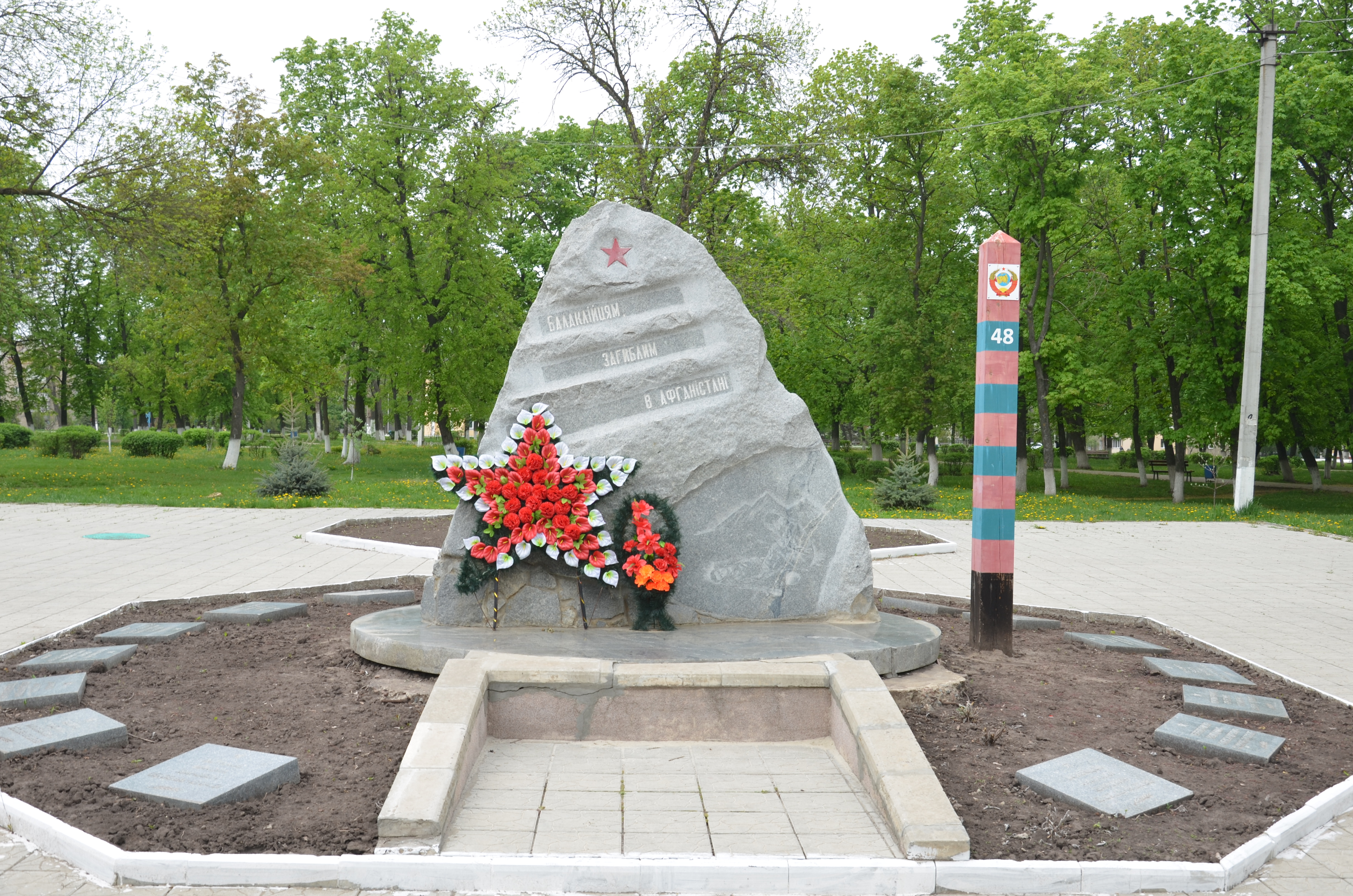
Памятник Балаклейцам, погибшим в Афганистане
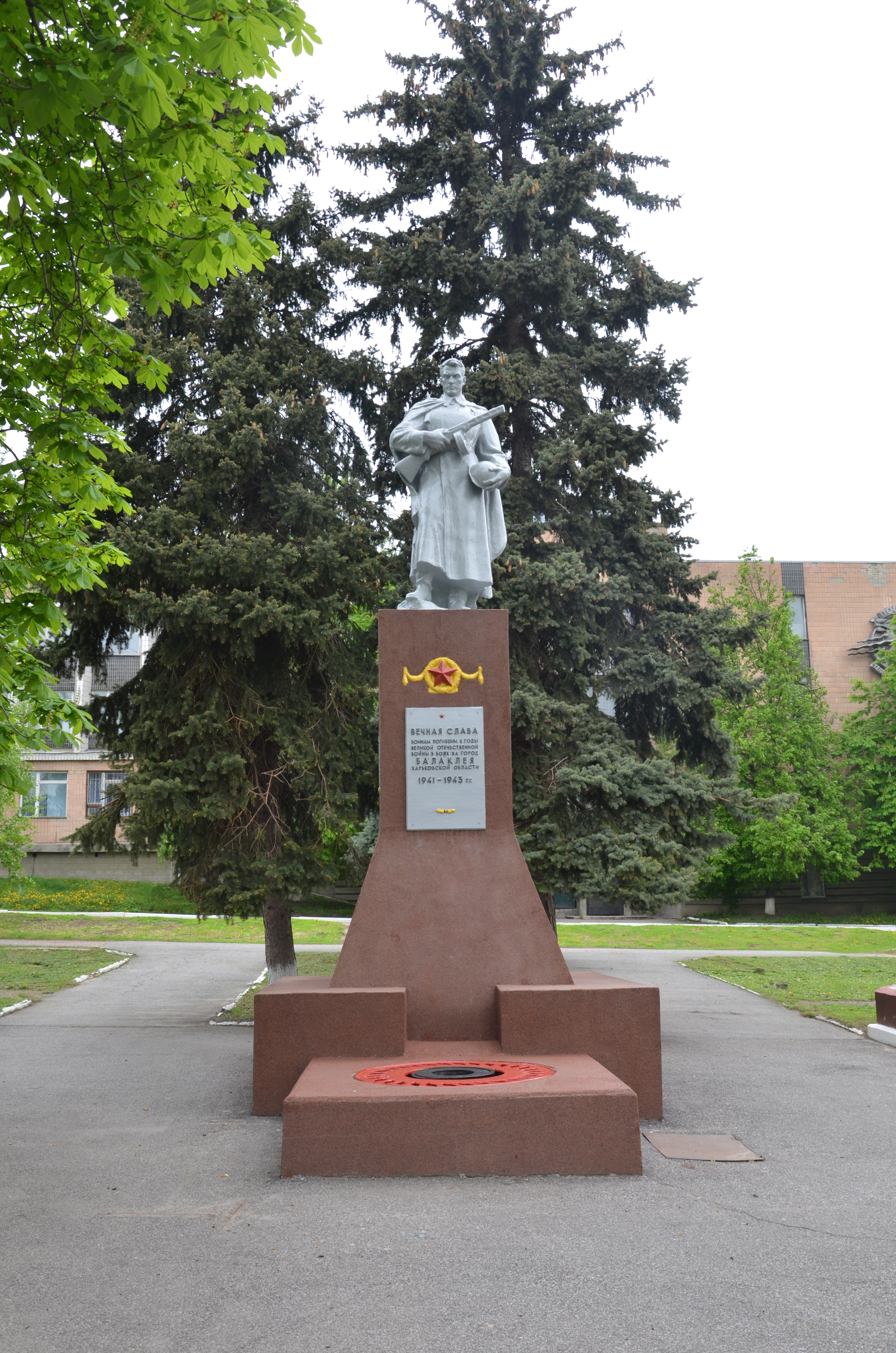
Памятник Воинам, павшим за город Балаклея
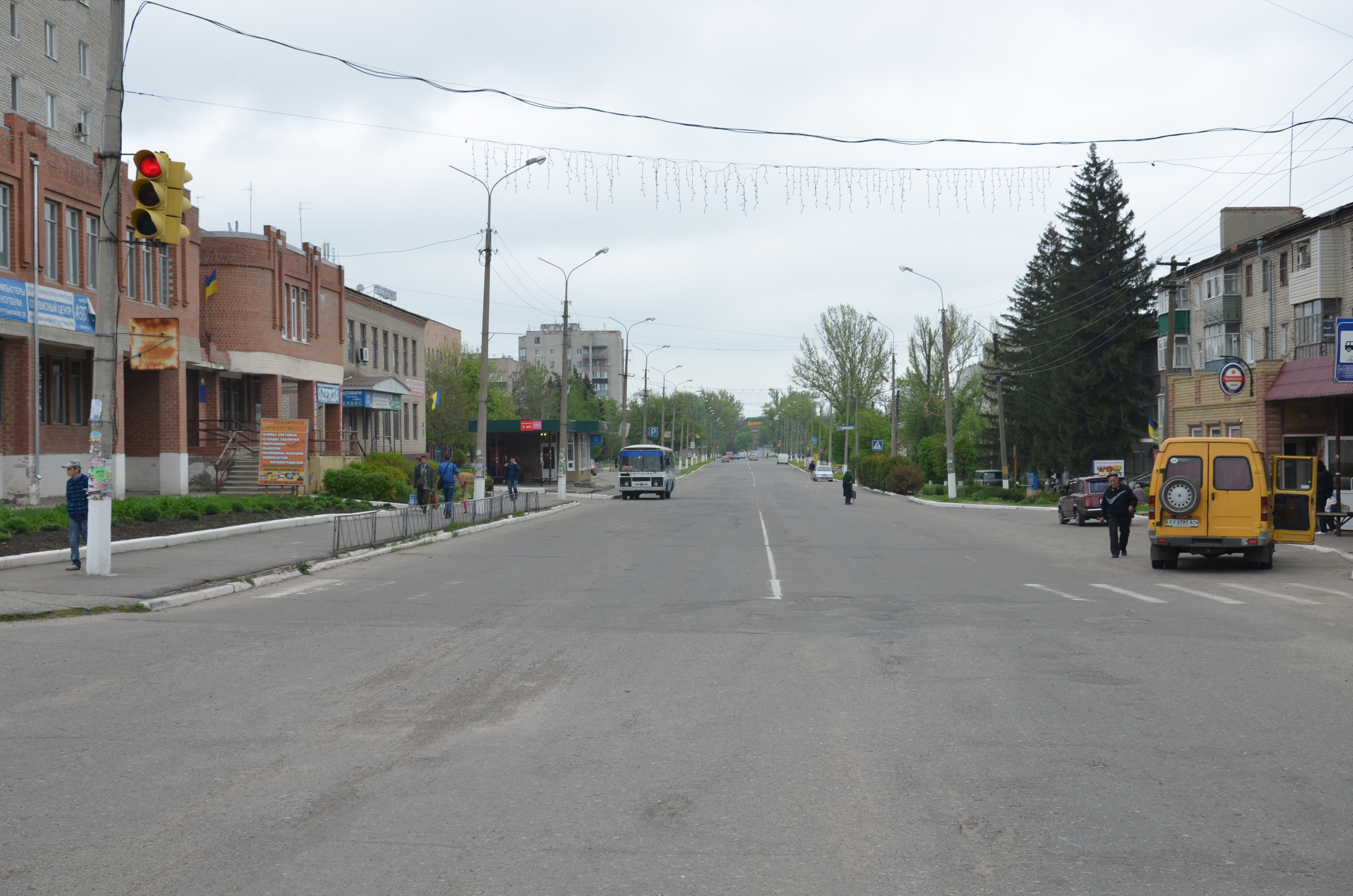
Центральная улица
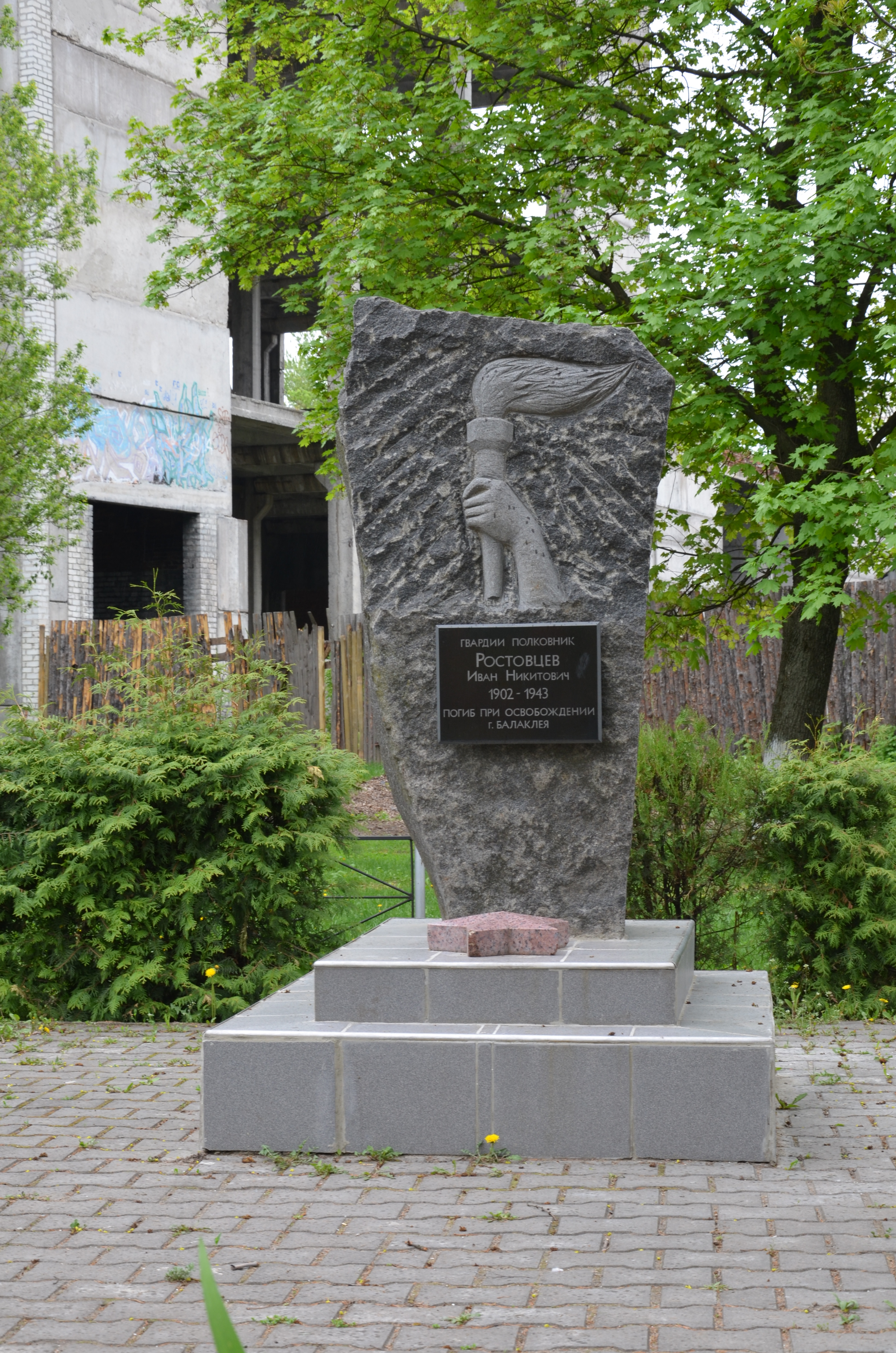
Памятник Ростовцеву

### СМИ
В районе работают такие средства массовой информации:
- Газета «Вісті Балаклійщини»
- ГП ТРК «Ариана» (местное радиовещание)
- ТОВ «Інтернет-видання Балаклія»
- Редакция газеты «Дані-Інфо»

На территории района принимаются программы телеканалов:
- Первый национальный (УТ-1);
- 1+1;
- Интер;
- Simon;
- ІСТV;
- СТБ;
- ТРК «Украина»;
- 5-й канал (Фора).

## Религия
В районе по состоянию на 2005 год действовали 29 религиозных общин:
- Украинская православная церковь — 14
- Евангельские христиане-баптисты — 7
- Христиане веры евангельской — 4
- Церковь Божья — 2
- Церковь адвентистов седьмого дня — 1
- Свидетели Иеговы — 1